# Edvard Hagerup

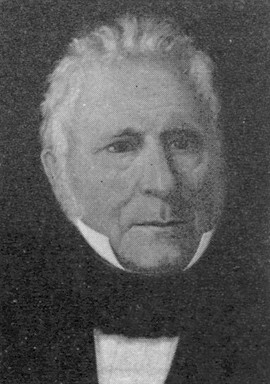
Edvard Hagerup.

Edvard Hagerup, född den 9 september 1781 i Kristiansand, död den 29 mars 1853 i Bergen, var en norsk ämbetsman och politiker. 
Hagerup blev student 1797, cand. jur. 1802, assessor i Bergens överrätt 1810, 1822 amtmand i Nordre, 1831 i Søndre Bergenhus Amt och 1834–52 stiftamtmand i Bergen. 
Hagerup var 1. representant för staden Bergen redan på det urtima Stortinget 1814, på vilket han efter sina väljares bestämda anvisning röstade mot föreningen med Sverige, senare 1824, 1827 och 1828. 
Han valdes på de två sistnämnda till president i Lagtinget. 1836 avslog han att inträda i regeringen. Av hans brev och dagböcker är utdrag tryckta i samlingen Breve fra Danske og Norske (Köpenhamn 1876).